# Miguel Sineiro Galiñanes
 Miguel Sineiro Galiñanes  Jugador y entrenador en el Club Xuventude de Baloncesto.Historia viva de este Club,donde ha desarrollado toda su carrera deportiva.En la actualidad es el entrenador del primer equipo que milita en la 1ª división Autonómica.
Nació en Cambados provincia de Pontevedra en (España), el 19 de septiembre de 1974.

## Trayectoria deportiva
Miguel Sineiro comenzó a jugar al baloncesto en el Club Xuventude de Baloncesto a la edad de 10 años influenciado por su hermano Abel que también jugaba en dicho club. Jugó 25 años con la camiseta amarilla, hasta que se retiró en el año 2009 a la edad de 35 años.Fue capitán del primer equipo durante 15 temporadas.Su camiseta número "7" esta retirada y colgada en el Pabellón de O Pombal, que es donde disputa sus partidos y entrenamientos el club cambades.
En el año 2004 la Federación Gallega de Baloncesto le concedió el premio de mejor jugador gallego del año.

## Clubes

### Jugador
- 1991-2009: Club Xuventude Baloncesto

### Entrenador
- 1992-2020 -: Club Xuventude Baloncesto